# Landespolizeidirektion-Steiermark-Entscheidung
Die Landespolizeidirektion-Steiermark-Entscheidung (auch Landespolizeidirektion Steiermark (Durée maximale du contrôle aux frontières intérieures)) bezeichnet ein Urteil des Europäischen Gerichtshofs in einem Vorabentscheidungsverfahren, welches Bedingungen für rechtmäßige Grenzkontrollen an Schengen-Binnengrenzen definiert.

## Sachverhalt
Die Entscheidung umfasst zwei Rechtssachen – das Verfahren gegen die Landespolizeidirektion Steiermark im Verfahren C‑368/20 sowie das Verfahren gegen die Bezirkshauptmannschaft Leibnitz im Verfahren C‑369/20. Hierbei wurde der Kläger im ersten Fall aufgefordert, bei einer Grenzkontrolle einen Reisepass oder einen Personalausweis vorzuzeigen, und in dem anderen, einen Reisepass vorzuzeigen. Beide Rechtssachen wurden dem EuGH durch das Landesverwaltungsgericht Steiermark zur Vorabentscheidung vorgelegt.
Am 16. September 2015 hatte die Republik Österreich Kontrollen an ihren Grenzen zu Ungarn und der Republik Slowenien wiedereingeführt. Diese Wiedereinführung stützte sie zunächst für zwei Monate auf Art. 28 des Schengener Grenzkodex. Anschließend zog sie Art. 25 und 27 des Schengener Grenzkodex als Rechtsgrundlage heran. Ab dem 16. Mai 2016 stützte sich Österreich auf vier aufeinanderfolgende Empfehlungen des Rates nach Art. 29 des Schengener Grenzkodex und führte diese Kontrollen für weitere 18 Monate durch. Am 10. November 2017 lief die vierte Empfehlung aus. Am 12. Oktober 2017 teilte Österreich der EU-Kommission weitere Grenzkontrollen für weitere sechs Monate mit. Diese sechsmonatige Kontrolle verlängerte sie anschließend mehrfach, allerdings ohne dass eine neue Bedrohung vorlag, auf welche sie diese Maßnahmen stützen konnte.

### Verfahren C‑368/20
Am 16. November 2019 wurde der Kläger an der slowenisch-österreichischen Grenze am Grenzübergang Spielfeld (Österreich) kontrolliert. Hierbei wurde er im Rahmen einer Grenzkontrolle aufgefordert, sich durch einen Reisepass oder Personalausweis auszuweisen. Am 19. Dezember 2019 erhob der Kläger Beschwerde vor dem Landesverwaltungsgericht Steiermark. Er argumentiert dabei, dass die Vornahme einer Grenzkontrolle nach § 12a Abs. 1 des österreichischen Grenzkontrollgesetzes einen Akt unmittelbarer Befehls- und Zwangsgewalt darstelle.

### Verfahren C-369/20
Am 29. August 2019 wollte der Kläger über die Grenzübergangsstelle Spielfeld nach Österreich einreisen. Hierbei wurde er im Rahmen einer stichprobenartigen Grenzkontrolle kontrolliert und aufgefordert, seinen Reisepass vorzuzeigen. Dies verweigerte der Kläger in der Annahme, dass die Grenzkontrollen unionsrechtswidrig sein. Wegen seiner Weigerung, einen Reisepass vorzuzeigen, wiesen die Behörden den Kläger darauf hin, dass er gegen das österreichische Passgesetz verstoße. Sie stellten daher anschließend Anzeige gegen ihn.
Dem Kläger wurde eine Straferkenntnis in Höhe von 36 Euro angelastet, da er gegen § 2 Abs. 1 des österreichischen Passgesetzes verstoßen habe – die Einreise in das Bundesgebiet ohne gültiges Reisedokument. Hiergegen erhob der Kläger Einspruch vor dem zuständigen Gericht, da diese Straferkenntnis unionsrechtswidrig sei.

## Vorabentscheidungsfragen
Das Landesverwaltungsgericht Steiermark legte dem EuGH mehrere Fragen zur Vorabentscheidung vor. Von zentraler Bedeutung für beide Verfahren war hierbei die Frage, ob das Unionsrecht eine Aneinanderreihung von Grenzkontrollen über die Fristen nach Art. 25 und 29 des Schengener Grenzkodex hinweg verbiete, sofern kein entsprechender Durchführungsbeschluss des Rates vorliegt.

## Entscheidung des EuGH
In seinem Urteil stellte der EuGH fest, dass eine Aneinanderreihung von Grenzkontrollen, welche die sechsmonatige Frist nach Art. 25 Abs. 4 des Schengener Grenzkodex überschreitet, unionsrechtswidrig ist, sofern keine neue Bedrohung vorliegt.

## Folgerechtsprechung

### Landesverwaltungsgericht Steiermark
In Folge des Urteils durch den EuGH erklärte das Landesverwaltungsgericht die Grenzkontrolle vom 16. November 2019 für rechtswidrig.

### Rechtssache Salomon
Der Völkerrechtler Stefan Salomon war am 11. Juni 2022 an der deutsch-österreichischen Grenzen einer Personenkontrolle unterzogen worden. Hiergegen erhob er Klage vor dem VG München unter Bezug auf die EuGH-Rechtsprechung im Fall Landespolizeidirektion Steiermark. Zwar wies das Gericht die Klage mangels Fortsetzungsfeststellungsinteresse als unzulässig ab. Dennoch teilte es die Auffassung des Klägers und hielt fest, dass „damit und trotz der Formulierung der ‚Neu‘-Anordnung der Gesamtzeitraum von 6 Monaten bereits ausgeschöpft war“. Damit dürften die Grenzkontrollen den Schengener Grenzkodex verletzt haben. Der Kläger legte anschließend Berufung gegen das Urteil ein. Der Bayerische Verwaltungsgerichtshof gab dieser statt und erklärte die Grenzkontrolle letztlich für rechtswidrig.